# Ascensione (Ghiberti)
L'Ascensione è una vetrata (diam. 485 cm) disegnata da Lorenzo Ghiberti ed eseguita da Bernardo di Francesco, databile al 1443 e conservata nel tamburo del Duomo di Firenze.

## Storia
La decorazione delle vetrate del tamburo prese il via dopo il completamento della cupola del Brunelleschi (1436), spesso col tradizionale metodo del concorso: più artisti fornivano un cartone colorato, a dimensione naturale, e poi veniva scelto il più bello. Così Ghiberti si assicurò la maggior parte delle vetrate, ma una fu vinta da Donatello, mentre nel corso degli anni quaranta, quando Ghiberti era sempre più occupato dalle porte del battistero, ci si affidò ad altri artisti quali Paolo Uccello e Andrea del Castagno.
Ghiberti annotò nelle sue ricordanze le tre vetrate del tamburo: «Disegnai in detta chiesa molte finestre di vetro. Nella tribuna sono tre occhi disegnati di mia mano: nell'uno è come Cristo ne va in cielo, nell'altro quando adora nell'orto, il terzo è quando è portato nel tempio». Per le prime due vetrate in particolare venne saldato nel settembre 1443. Entro il 1444 il maestro Bernardo di Francesco completava la messa in opera.

## Descrizione
Entro una cornice fatta di margherite colorate e foglie su sfondo rosso, Cristo è rappresentato al centro degli apostoli e Maria, mentre con un gesto eloquente avvia la sua ascesa celeste. Il manto bianco, decorato da fiori, crea una macchia chiara che rende la sua figura brillante di luce, fulcro di tutte le direttrici degli sguardi e magnificata dal contrasto della tunica rossa sullo sfondo azzurro.
Rispetto alle prime vetrate della facciata, di sapore ancora fortemente goticheggiante, Ghiberti dimostrò nelle vetrate del tamburo di aver raggiunto un nuovo equilibrio, più solenne e monumentale, con una struttura più monumentale e calibrata, di stampo rinascimentale.